# Шато Гаяр
Шато Гаяр (на френски: Château Gaillard) е средновековен нормандски замък, намиращ се в днешния департамент Йор във Франция. Отстои на 95 км северозападно от Париж и на 40 км от Руан. Замъкът има над 800-годишна история и е построен още по времето на Ричард Лъвското сърце. Според легендата на него той дължи и името си, тъй като виждайки го завършен, кралят възкликнал: „А, този замък ми изглежда много весел.“ (на френски „gaillard“ е весел, шутовски).

## История
Строителството на замъка започва по заповед на Ричард Лъвското сърце през 1196 г. и е завършено през 1198 г. Неговата архитектура е повлияна от сирийските замъци, които Ричард Лъвското сърце е виждал по време на Третия кръстоносен поход. В очертанията на замъка са изкопани 3 кладенеца с дълбочина по 120 м всеки и голям брой каменни камери за съхранение на жито и други провизии в случай на обсада.
След смъртта на Ричард през април 1199 г., замъкът заедно с прилежащите му земи става притежание на неговия брат Джон Безземни. Той подписва мирен договор с Филип II на 22 май 1200 г., но този договор е нарушен от Франция през 1202 г. и на 10 август 1203 г. крепостта е обсадена от 6-хилядна френска армия. Началникът на гарнизона Роже дьо Ласи отблъсква атаките и потушава пожарите в крепостта в продължение на 7 месеца, но накрая е победен от глада. Крепостта е превзета на 6 март 1204 г., разчиствайки пътя на френския крал за пълното покоряване на Нормандия, която той присъединява през юни 1204 г.
Историята на замъка е свързана и с Маргьорит Бургундска, съпругата на Луи X, осъдена заради изневяра. Маргьорит е била затворена в голяма кула на върха на една от северните кули в замъка на 18 юни 1314 г., а по-късно по заповед на съпруга си е била удушена (15 август 1315).
По време на Стогодишната война замъкът е бил неколкократно подлаган на обсада от страна на англичаните като през 1417 г. е превзет от тях след 16-месечна обсада и то поради единствената причина, че се е скъсало въжето на кладенеца, от който обсадените са се снабдявали с вода. Впоследствие замъкът отново става френско владение след като е овладян от Етиен дьо Виньол, един от приближените на Жана д'Арк (1429). На следващата 1430 г. Шато Гаяр отново е превзет от английски войски и остава под техен контрол до 1449 г., когато е върнат в границите на Франция от войските на Шарл VII.
При управлението на Анри IV започва разрушаването на замъка с кралска заповед, което е прекъснато през 1611 г. и подновено по-късно при управлението на Ришельо.
През 1852 г. Шато Гаяр е обявен за исторически паметник на Франция.